# 大伴駿河麻呂
大伴 駿河麻呂（おおとも の するがまろ）は、奈良時代の公卿。大納言・大伴御行の孫。父は不詳。官位は正四位上・参議、贈従三位。勲等は勲三等。

## 経歴
聖武朝の天平15年（743年）従五位下に叙せられ、天平18年（746年）越前守に任ぜられる。天平宝字元年（757年）に発生した橘奈良麻呂の乱においては、謀反に加わったとして、死罪は免れるものの処罰を受け、その後長く不遇を託った。
のち罪を赦されたらしく、称徳朝末の神護景雲4年（770年）5月に従五位上・出雲守に叙任される。光仁朝に入ると急速に昇進し、同年10月の同天皇の即位に伴い正五位下に、さらに肥後守として改元の祥瑞白亀を献上したことから正五位上と続けて昇叙され、翌宝亀2年（771年）に従四位下に叙せられている。
宝亀3年（772年）には陸奥按察使に任ぜられるところを老いによる衰えを理由に一旦辞退するが、天皇から適任者は駿河麻呂しかいないとの強い希望を受けて任官を受け入れ、正四位下に叙せられた。宝亀4年（773年）陸奥国鎮守将軍を兼ね、宝亀5年（774年）には蝦夷征討に関して処置を奏上する。当初朝廷では消極的な態度を取っていたが、7月に征討実施を決定し、8月上旬には坂東諸国に対して援兵を発するように命じている。8月末になると駿河麻呂は一転して、蝦夷の侵略は軽微である上に、草木が繁茂する季節で軍事行動に不適であるとして軍事行動の中止を求める。そのため、この首尾一貫しない奏上について、駿河麻呂は朝廷から譴責を受けている。10月に入り駿河麻呂は陸奥国遠山村（登米郡か）まで侵攻して大きな戦果を挙げた。宝亀6年（775年）9月に参議に任ぜられて公卿に列し、同年11月には反乱を起こして桃生城へ攻め寄せた蝦夷を鎮圧した功労により、正四位上・勲三等に叙せられ、贈賻として絁30疋と布100端が与えられた。
宝亀7年（776年）7月7日卒去。最終官位は参議正四位上陸奥按察使兼鎮守将軍。即日従三位の贈位を受けた。

## 人物
『万葉集』に和歌作品11首が採録されており、その中にある大伴坂上郎女との相聞歌に妹の坂上二嬢との婚約を暗示する節がある。勅撰歌人として『続古今和歌集』にも1首が採られている。

## 官歴
『続日本紀』による。
- 時期不詳：正六位上
- 天平15年（743年） 5月5日：従五位下
- 天平18年（746年） 9月14日：越前守
- 神護景雲4年（770年） 5月19日：出雲守。5月：従五位上[8]。10月1日：正五位下。日付不詳：肥後守[8]。10月26日：正五位上
- 宝亀2年（771年） 11月25日：従四位下
- 宝亀3年（772年） 9月29日：陸奥按察使。正四位下
- 宝亀4年（773年） 7月21日：陸奥国鎮守将軍、按察使陸奥守如故
- 宝亀6年（775年） 9月27日：参議。11月15日：正四位上、勲三等
- 宝亀7年（776年） 7月7日：卒去（参議正四位上陸奥按察使兼鎮守将軍）、贈従三位[9][10]、賻絁30疋・布100端

## 系譜
- 父：不詳（大伴道足[11]？）
- 母：不詳
- 生母不明の子女
  - 男子：伴氏上[12]